# Богданд (комуна)
Богданд (рум. Bogdand) — комуна у повіті Сату-Маре в Румунії. До складу комуни входять такі села (дані про населення за 2002 рік):
- Бабца (843 особи)
- Богданд (1067 осіб) — адміністративний центр комуни
- Корунд (502 особи)
- Сер (815 осіб)

Комуна розташована на відстані 411 км на північний захід від Бухареста, 42 км на південь від Сату-Маре, 86 км на північний захід від Клуж-Напоки.

## Населення
За даними перепису населення 2002 року у комуні проживали 3227 осіб.
Національний склад населення комуни:
| Національність | Кількість осіб | Відсоток |
| -------------- | -------------- | -------- |
| угорці         | 1843           | 57,1%    |
| румуни         | 1303           | 40,4%    |
| цигани         | 79             | 2,4%     |
| німці          | 1              | < 0,1%   |

Рідною мовою назвали:
| Мова      | Кількість осіб | Відсоток |
| --------- | -------------- | -------- |
| угорська  | 1846           | 57,2%    |
| румунська | 1374           | 42,6%    |
| циганська | 5              | 0,2%     |
| німецька  | 1              | < 0,1%   |

Склад населення комуни за віросповіданням:
| Релігія        | Кількість осіб | Відсоток |
| -------------- | -------------- | -------- |
| реформати      | 1781           | 55,2%    |
| православні    | 1094           | 33,9%    |
| греко-католики | 260            | 8,1%     |
| баптисти       | 39             | 1,2%     |
| римо-католики  | 15             | 0,5%     |
| п'ятдесятники  | 4              | 0,1%     |
| не релігійні   | 4              | 0,1%     |
| старообрядці   | 1              | < 0,1%   |
| атеїсти        | 1              | < 0,1%   |